# 前奏曲Op.28, No. 7 (蕭邦)

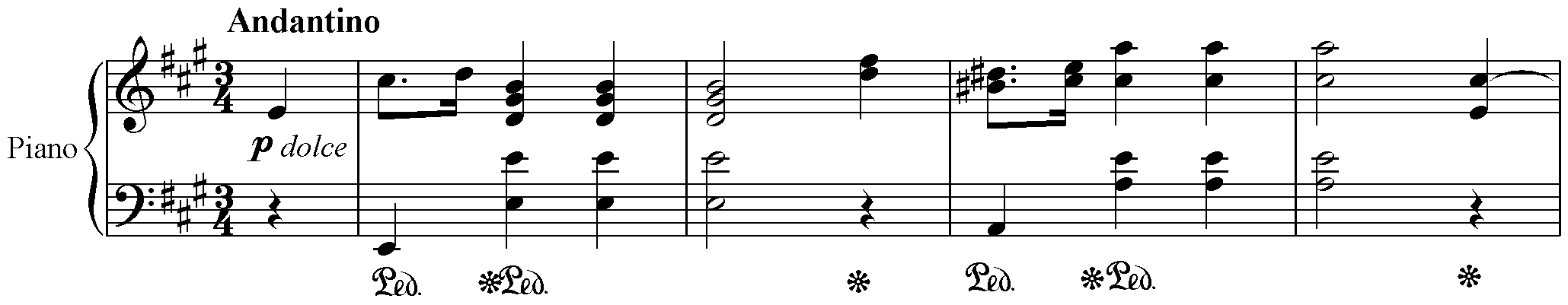
前奏曲Op. 28, No. 7

前奏曲Op. 28, No. 7為蕭邦24首前奏曲中的樂曲，為A大調，小行板，3/4拍，只有16小節。
此曲以玛祖卡的形式寫成，較為輕快簡約。技巧上是最簡單的一首前奏曲之一，然而演繹時必須注意樂曲的輕柔和表現第六短句的高峰的音色對比。
阿爾弗雷德·科爾托將其稱為“感性的回憶像芳香般在我腦海出現”（Des souvenirs délicieux flottent comme un parfum à travers la mémoire..），汉斯·冯·彪罗將其稱為“波蘭舞者”（The Polish dancer）。

## 相關樂曲
- 蒙波 - 蕭邦主題變奏曲（鋼琴獨奏，共12變奏）
- 塔雷加 - 改編作吉他獨奏（D大調）

## 外部連結
- 前奏曲, Op. 28：国际乐谱典藏计划上的乐谱
- 来自乌托邦计划（英语：Mutopia Project）的多种格式乐谱 （页面存档备份，存于）